# Lou Snider
Lou Snider è un personaggio dei fumetti pubblicati dalla Marvel Comics, è un detective della polizia di New York.

## Biografia

### Poliziotto buono...
Snider incontra Peter Parker mentre sta investigando nell'appartamento di Desiree Vaughn-Pope, la cui guardia del corpo è stata uccisa da un misterioso assalitore, il detective sospetta dell'Uomo Ragno perché il colpevole è stato visto arrampicarsi lungo la parete del palazzo, sospetto rafforzato dal ritrovamento della tela lasciata da Peter al suo arrivo. In seguito, Snider arriva sulla scena del crimine dopo che Spidey ha catturato il vero colpevole, Prowler, e chiede all'eroe di seguirlo per rilasciare una deposizione ma l'Arrampicamuri rifiuta, tuttavia, quando il criminale evade è di nuovo il Tessiragnatele a catturarlo e consegnarlo al detective. Snider incontra nuovamente Spidey durante il rapimento del criminale Smuggler, attuato dal Maggia per evitare che testimoniasse contro di loro, fallito il tentativo di proteggere il pentito, l'Uomo Ragno segue il detective in centrale per rilasciare una deposizione, lì il poliziotto gli mostra i files su Josten. Il repentino ingresso del responsabile dell'operazione, Kris Keating, mette in fuga il supereroe lasciando i due uomini a litigare fra loro. Quando finalmente l'eroe riesce a liberare Smuggler, Snider è lì per aiutarlo, le false testimonianze dei presenti però costringono il detective ad arrestare anche Spidey che, alla fine, riesce a discolparsi portando alla luce un traffico clandestino di stupefacenti. Anni dopo, l'Uomo Ragno chiede al poliziotto di poter visionare i files sul criminale Lefty Donovan, apparentemente l'uomo rifiuta ma lascia i documenti sul tavolo, a disposizione del supereroe.

### Ferito sul campo
Successivamente, Snider è ferito in uno scontro che coinvolge Spidey ed il vigilante Solo, mentre giace in stato comatoso è l'antieroe a vegliare su di lui, al suo risveglio invece trova il Tessiragnatele ad informarlo di quello che è successo.

### ...poliziotto cattivo
In seguito il detective, ed il collega Francis Tork, fanno la conoscenza del fratello di George Stacy, Arthur, giunto a New York per catturare l'Uomo Ragno; poco dopo, i tre si rincontrano per discutere la notizia che vede Spidey accusato di aver rubato un cadavere dalla morgue. Nuovamente, Spidey si reca da Snider per avere un'informazione, la località in cui è nascosto Daniel Kingsley, fratello di Hobgoblin, inizialmente il poliziotto rifiuta ma quando il luogo è attaccato del folletto mascherato è costretto a rivelarlo.

## Poteri e abilità
Lou Snider è un abile detective, come i suoi colleghi è armato di una pistola d'ordinanza.